# Ґамма/Ґомперц розподіл
У теорії ймовірності та статистиці, ґамма розподіл Ґомперца або розподіл ґамма/Ґомперц — це неперервний розподіл ймовірності. Його використовують для моделювання сукупної тривалости життя клієнтів та при моделюванні смертності.

## Специфікація

### Функція щільності
Функція щільности розподілу ґамма/Ґомперца:
{\displaystyle f(x;b,s,\beta )={\frac {bse^{bx}\beta ^{s}}{\left(\beta -1+e^{bx}\right)^{s+1}}}}
де {\displaystyle b>0} - параметр масштабу та {\displaystyle \beta ,s>0\,\!} - параметри форми розподілу ґамма/Ґомперца.

### Функція розподілу
Функція розподілу ґама/Ґомперца:
{\displaystyle {\begin{aligned}F(x;b,s,\beta )&=1-{\frac {\beta ^{s}}{\left(\beta -1+e^{bx}\right)^{s}}},{\ }x>0,{\ }b,s,\beta >0\\[6pt]&=1-e^{-bsx},{\ }\beta =1\\\end{aligned}}}

### Твірна функція
Твірна функція моментів, задається:
{\displaystyle {\begin{aligned}{\text{E}}(e^{-tx})={\begin{cases}\displaystyle \beta ^{s}{\frac {sb}{t+sb}}{\ }{_{2}{\text{F}}_{1}}(s+1,(t/b)+s;(t/b)+s+1;1-\beta ),&\beta \neq 1;\\\displaystyle {\frac {sb}{t+sb}},&\beta =1.\end{cases}}\end{aligned}}}
де {\displaystyle {_{2}{\text{F}}_{1}}(a,b;c;z)=\sum _{k=0}^{\infty }[(a)_{k}(b)_{k}/(c)_{k}]z^{k}/k!} — гіпергеометрична функція.

## Властивості
Розподіл ґамма/Ґомперца доволі гнучкий розподіл, якому можна надавати перекосів вправо чи вліво.

## Пов’язані розподіли
- Коли β = 1, розподіл перетворюється на експоненціальний розподіл з параметром sb.
- Гамма-розподіл є природним апріорним спряженням до правдоподібності Ґомперца з відомими параметрам масштабу {\displaystyle b}[1]
- Коли параметр форми {\displaystyle \eta \,\!} розподілу Ґомперца змінюється за законом ґамма-розподілу з параметром форми {\displaystyle \alpha \,\!} і параметром масштабу {\displaystyle \beta \,\!} (середнє = {\displaystyle \alpha /\beta \,\!} ), тоді {\displaystyle X} розподілена за ґамма/Ґомперцом[1].